# Ray Harroun

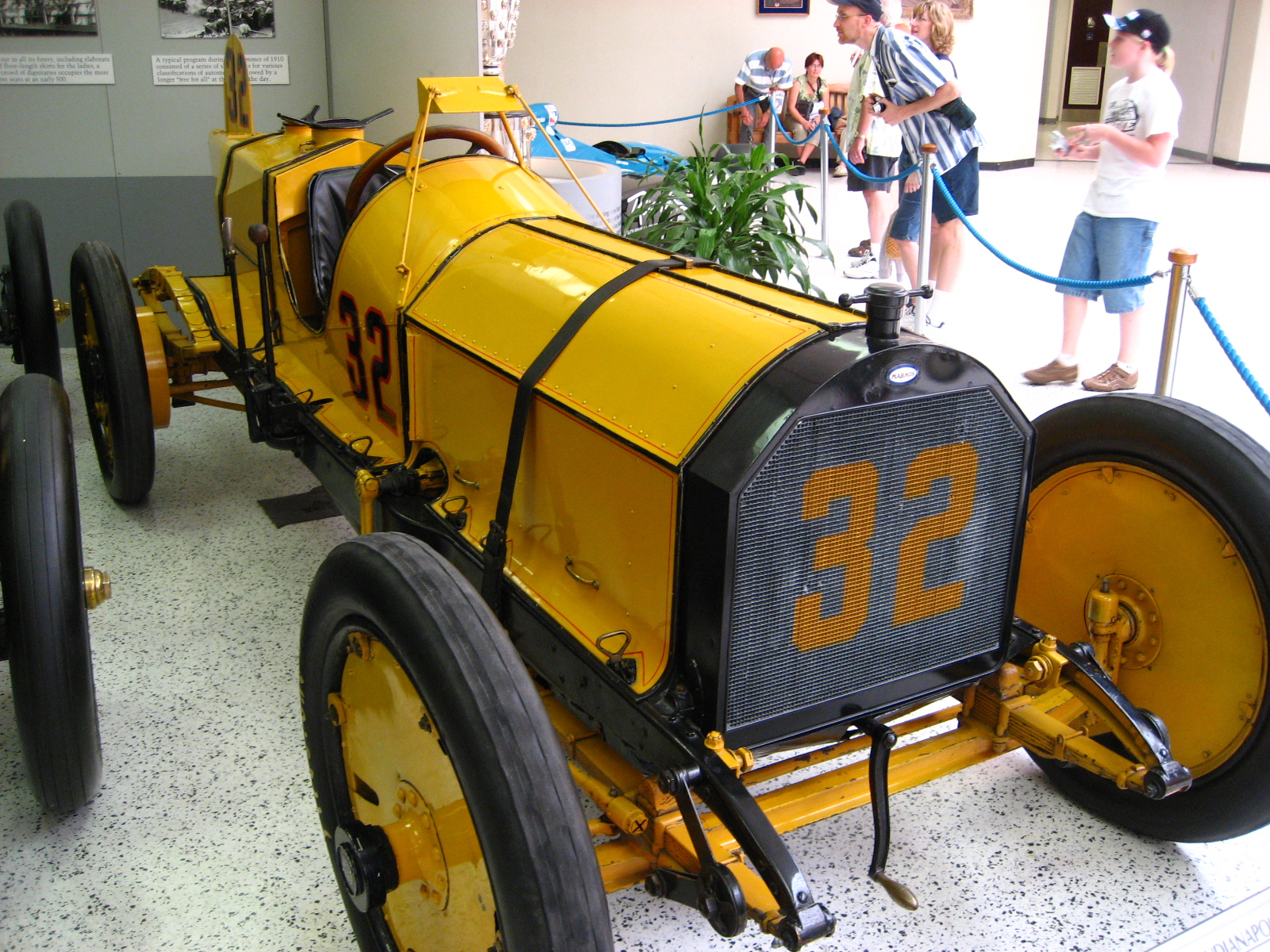
La Marmon no 32 version Wasp, vainqueur de l'Indy 500 1911, au Indianapolis Motor Speedway Hall of Fame Museum.

Ray Harroun (12 janvier 1879 - 19 janvier 1968) est un pilote automobile américain.
Né à Spartansburg en Pennsylvanie, il a remporté - sur l'Indianapolis Motor Speedway inauguré deux ans auparavant - la toute première édition des 500 miles d'Indianapolis en 1911 (le deuxième Ralph Mulford contesta la victoire de ce dernier pour des problèmes de changements de pneumatiques, mais il fut débouté par les officiels,.).
Il a également piloté dans la série Champcar en 1910, et il a reçu rétrospectivement l'U.S. National driving Championship car racing pour la saison 1911, par le AAA Contest Board en 1926-27 (sur décision du secrétaire Val Haresnape et de son assistant Arthur Means), ainsi que par l'historien américain du sport automobile Russ Catlin en 1951.
Durant ses courses il fut le premier à utiliser un rétroviseur, sur sa Marmon no 32 dite La Guêpe, "l'accessoire" étant un temps alors interdit en course.
Plus précocement, en 1904, il fit partie de l'équipe de la Columbia Automobile Company (en) qui bat le record du parcours "Chicago to New York" en 58 heures 35 minutes (autres pilotes participants Bert Holcomb (le superviseur de la tentative), Lawrence Duffie (démonstrateur au département des carburants de l'Electric Vehicle Company (en), entreprise fabricante de véhicules Columbia), Harry Sandol, et l'ancien cycliste Eddie Bald (dit "The Cannon").